# Gangnam, bajos fondos
Gangnam, bajos fondos (en hangul, 강남 비-사이드; romanización revisada, Gangnam bi-saideu) es una serie de televisión web surcoreana escrita por Joo Won-gyu y Park Noo-ri, dirigida por este último y protagonizada por  Jo Woo-jin, Ji Chang-wook, Ha Yoon-kyung y Kim Hyung-seo. Sus ocho capítulos se estrenaron en la plataforma Disney+ del 6 al 27 de noviembre de 2024.

## Sinopsis
Jae-hee es una empleada de un bar de entretenimiento del distrito de Gangnam que posee pruebas cruciales sobre una banda de criminales implicados en drogas, delitos sexuales, corrupción y encubrimiento; un día desaparece repentinamente, y Yoon Gil-ho, un proxeneta y solucionador de problemas en el distrito, comienza a buscarla. Sin embargo, no es el único que lo hace: el detective Kang Dong-woo, que fue degradado y enviado a una alejada zona rural tras denunciar la corrupción de sus colegas, es destinado a la investigación a petición del jefe y de la fiscal Min Seo-jin, que está favorecido por el fiscal jefe. Además, la desaparecida es amiga de su hija, que le pide que la encuentre. Junto con el proxeneta Yoon Gil-ho y la fiscal Min Seo-jin, Dong-won volverá a ingresar al mundo del vicio, los narcóticos y la corrupción en un intento de descubrir un complot que podría derribar a algunos de los miembros más ricos de la élite de la ciudad.

## Reparto

### Principal
- Jo Woo-jin como Kang Dong-woo, un detective que se graduó de una academia de policía de élite pero fue degradado de la noche a la mañana. Se ve involucrado en incidentes inesperados debido a su personalidad de seguir adelante sin dudarlo cuando se obsesiona con algo.[2][3][4]

- Ji Chang-wook como Yoon Gil-ho, un hombre misterioso que tiene el control de Gangnam y que ha vivido una vida en lo más bajo, en la parte más oscura de la llamativa ciudad para poder sobrevivir.[5][2]

- Ha Yoon-kyung como Min Seo-jin, una fiscal que se graduó de una universidad nacional local y ha estado escalando puestos en la fiscalía pese a carecer de contactos ni apoyos.[2][3][6]

- Kim Hyung-seo (Bibi) como Kim Jae-hee, una estrella del club desaparecida misteriosamente.[7][8][9]

### Secundario

#### Entorno de Yoon Gil-ho
- Jung Jae-kwang como el director general Jeong-jeong, gerente de club nocturno y amigo de Yoon Gil-ho.[10]
- Park Joo-won como Lee Jeong-hwa.
- Song Ji-woo como Oh Jin-young.
- Nam Jin-bok como el tío de Gil-ho.
- Ok Ja-yeon como Choi Soo-in.

#### Entorno de Dong-woo
- Oh Ye-ju como Kang Ye-seo, la hija de Dong-woo, a quien le pide que encuentre a su amiga Kim Jae-hee.[11][12][13]
- Yoo Sun como Shin Ji-hye.
- Hyun Bong-sik como Kim Jang-ho, antes policía, expulsado del cuerpo por drogas, ahora dirige una agecnia de detectives privados.[14]
- Choi Kwang-il como Moon Chil-seong.
- Choi Seong-hyuk como Jupo.
- Ryu Hye-young como Seo Ji-su, una detective que trabaja con Dong-woo persiguiendo a agentes de policía corruptos.[14][15]

#### Gente del club
- Jung Ga-ram como Noh Jun-seo, una celebridad y cliente Vip de un club nocturno que controla a policías y a fiscales.[16][17]
- Lim Seong-jae, un hombre al servicio de Noh Jun-seo; es el director general del club que cuida a los VIP de Gangnam.[14]
- Ji Seung-hyun como Lee Kang-soo, director de la Noh Jun-seo Brokerage Company, una agencia de entretenimiento que tiene negocios con Noh Jun-seo.[14]
- Hong Si-young (Giriboy) como el gerente del club.
- Park Sung-joon como el director Seo.
- Ahn Seong-bong omo el jefe de seguridad.
- Kim Jong-soo como Choi Hak-gu, el jefe oculto de la banda criminal.[18][19]
- Cha Rae-hyung como K, miembro de la banda.
- Park Joo-won como una chica del club, asesinada por Noh Jun-seo.
- Lee Won como una chica del club.

#### Policía
- Kim Seung-hyun como FM.
- Kim Do-hyun como Joo-yoon, jefe del equipo de investigación de delitos violentos de la Agencia de Policía Metropolitana de Seúl, que por ambición se confabuló con la banda criminal del club nocturno de Gangnam.[14]
- Lim Hyun-seong como el jefe de equipo.

#### Tribunales
- Jung Man-sik como el fiscal jefe Tak Joo-il, quien ordena una investigación sobre el caso de desaparición de Gangnam y al mismo tiempo intenta ocultar la verdad.[14][18][19]
- Park So-ri como Ryu Hyeon-kyung.
- Jeong Ki-seop como el fiscal general.
- Kim Tae-han como el director Ahn, fiscal jefe.

#### Otros
- Yoo Seong-joo como el jefe de gabinete del Presidente.
- Kim Byeong-ok como Woo Dae-sik, alcalde de la ciudad de Jiaolan.[18][19]
- Lee Seo-hwan como Lee Han-pyeong, viceministro de Salud.
- Yoon Byung-hee como el presidente Kwon.
- Jang Won-hyung como el oficial Jang-su.
- Lee Suk-hyeong como Choi Bu-gi.
- Eum Moon-suk.
- Jo Seong-hee como Kim Jang-ho.

## Producción
La serie está coescrita por Joo Won-gyu y Park Noo-ri, que también la dirige. El personaje de Jung Ga-ram (Noh Jun-seo), así como parte de la trama, están inspirados en el caso del Burning Sun. Sobre este particular, la propia Park Noo-ri declaró: «pensé que sería imposible evitarlo desde el momento en que comencé a trabajar en el guión [...] Si intentas evitarlo a la fuerza, puedes terminar ignorando la realidad. Pensé que simplemente mostraría la realidad». El guionista Joo Won-gyu escribió la trama basándose en su experiencia trabajando como «conductor de colca» (un conductor que lleva mujeres a establecimientos de entretenimiento) durante más de seis meses en la zona de Gangnam, mientras que la directora Park trabajaba como vendedora en un club y acompañaba a oficiales de policía especializados en drogas. En la serie no reflejó todo lo que vio: «si lo retrataba de manera demasiado interesante, alguien podría salir lastimado, así que traté de mostrarlo con escenas mínimas en lugar de mostrarlo por diversión [...] Traté de no enfatizar la sexualidad, especialmente en las escenas de fondo del club». 
En enero de 2023 los medios de prensa especializada publicaron que Jo Woo-jin y Ha Yoon-kyung habían aceptado aparecer en la serie. En principio, el papel del corredor de bolsa Yoon Gil-ho estaba reservado a Cha Eun-woo, pero este no pudo sumarse al reparto por varias razones, incluidos problemas de agenda, y fue sustituido por Ji Chang-wook. El reparto se completó en noviembre de 2023, y el rodaje estaba previsto para los seis meses sucesivos. El 29 de febrero de 2024 Disney+ confirmó la producción y el estreno para la segunda mitad del año.
Gangnam, bajos fondos fue una de las seis series dramáticas invitadas a la sección On Screen del 29.º Festival Internacional de Cine de Busan, celebrado en octubre de 2024, donde tres de los ocho episodios tuvieron su estreno mundial.
El 26 de septiembre de 2024 Disney+ anunció el estreno en la plataforma de la serie para el 6 de noviembre del mismo año. El anuncio fue acompañado de un avance. El 1 de octubre lanzó también un cartel de avance más cuatro carteles de personajes, uno para cada protagonista.
El 6 de noviembre se estrenaron los dos primeros episodios; los otros seis fueron apareciendo de dos en dos los miércoles 13, 20 y 27 del mismo mes.

## Recepción
Según Flix Patrol (sitio de clasificación de servicios OTT) el día 19 de noviembre, 'Gangnam B-Side' se situó entre las diez primeras producciones en la categoría de programas de televisión de Disney+ en siete países, incluida Corea, y ocupó el segundo lugar a nivel mundial.

### Crítica
Kang Byeong-jin, en Vogue Korea, centra su comentario en la escasa novedad del tema, tratado repetidamente en cine y televisión en los últimos años, desde que estalló el escándalo del club Burning Sun, y con el telón de fondo del distrito de Gangnam-gu: «actores como Jo Woo-jin y Ji Chang-wook realizaron excelentes actuaciones y el equipo de producción produjo emocionantes escenas de acción. Sin embargo, el área de Gangnam que los rodea no es nada interesante». Compara después la serie con El peor de los males, que comparte con ella no solo el tema sino también algunos de los actores, para concluir que frente al realismo de esta última, Gangnam, bajos fondos carece de ambición y solo parece querer posicionarse dentro de un género familiar para el espectador.
Carmen Chin (NME) escribe: «Gangnam, bajos fondos es una película ambiciosa en cuanto a la narrativa, por decir lo menos, con tramas paralelas y personajes en juego desde el principio. A medida que la historia pasa de una perspectiva a otra muy diferente (ya sean proxenetas, acompañantes, traficantes de drogas, bandas, policías y fiscales, por nombrar algunos), las cosas se pierden rápidamente en el camino, lo que da lugar a una experiencia visual frustrante que parece demasiado complicada». Concluye Chin que «es simplemente una serie sobreargumentada y poco pensada sobre los males del consumo de drogas y un sistema de justicia corrupto».

### Controversias
Las autoridades de la ciudad de Pocheon, en la provincia de Gyeonggi, solicitaron oficialmente a la productora de la serie que modificara o suprimiera antes del 27 de noviembre algunas escenas y diálogos que en su opinión dañaban la imagen de la ciudad. En dichas escenas se usaban topónimos reales con comentarios despectivos sobre la región e imágenes de corrupción.